# کلبه عمو تام (فیلم ۱۹۶۵)
کلبه عمو تام (آلمانی: Onkel Toms Hütte) فیلمی است که در سال ۱۹۶۵ منتشر شد.

## بازیگران
- جان کیتزمیلر
- هربرت لام
- الیو مورفیلد
- او دبلیو فیشر
- کاتانا کایتانو
- میکیلا می
- میلن دمونژو
- چارلز فرنلی فاوست
- ویلما دگیزرر
- توماس فریچ
- بیبی جلینک
- جورج گودمن
- ژولیت گرکو
- هارولد برادلی
- الئونورا روسی دراگو